# Domácí stránka

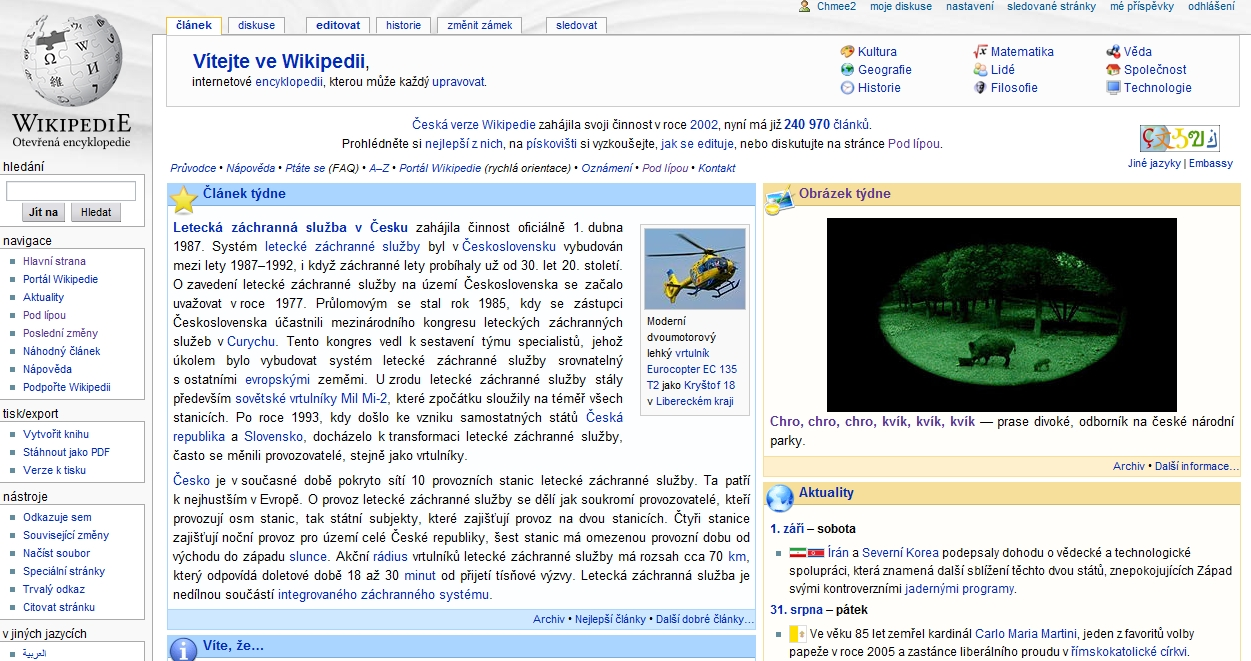
Domácí (hlavní) stránka české Wikipedie

Domácí stránka (anglicky home page, main page, start page) je v informatice název hlavní webové stránky určitého webu. Z domácí stránky vedou odkazy na další webové stránky daného webu. Domácí stránka může být též označení pro osobní webové stránky.

## Domácí stránka prohlížeče
Za hlavní (domácí) stránku prohlížeče je často označována stránka, která se objeví po spuštění webového prohlížeče (též anglicky start page). Může to být prázdná stránka, stránka webového vyhledávače, případně seznam nejvíce navštěvovaných webových stránek. Tvůrce webového prohlížeče často volí za domácí stránku takovou, kterou chce podpořit (Google Chrome používá vyhledávač Google, Microsoft Edge využívá Bing a podobně). Uživatel má obvykle možnost domácí stránku prohlížeče změnit.

## Domovská stránka prohlížeče
Po spuštění webového prohlížeče se obvykle načte úvodní stránka, což může být webová stránka nebo speciální stránka prohlížeče, jako jsou miniatury často navštěvovaných webových stránek. Kromě toho existuje mezera na trhu webových stránek, které mají být používány výhradně jako úvodní stránky.